# Ruprechtický Špičák
Ruprechtický Špičák (tyska: Ruppersdorfer Spitzberg) är ett berg i Tjeckien.   Det ligger i regionen Hradec Králové, i den nordöstra delen av landet, 150 km öster om huvudstaden Prag. Toppen på Ruprechtický Špičák är 864 meter över havet.